# Raimond (cràter)

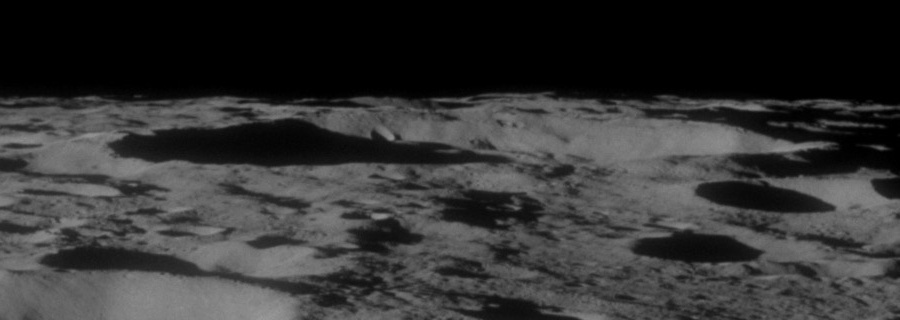
Fotografia de la missió Apol·lo 11

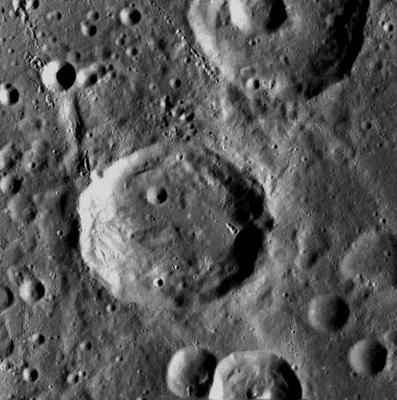
Fotografia de la missió Lunar Reconnaissance Orbiter

Raimond és un cràter d'impacte que es troba a la cara oculta de la Lluna. A menys d'un diàmetre del cràter al nord-est es troba Bredikhin, i més lluny a l'oest apareix McMath. Al nord-nord-oest hi ha el prominent cràter Jackson, que està envoltat per un gran sistema de marques radials. Raimond està quasi totalment cobert pel material dels raigs, que creuen les porcions nord-est i sud-oest del cràter.
|  |

Té una forma lleugerament allargada segons l'eix est-oest, i això li dona un aspecte lleument oblong. No presenta impactes significatius a la vora. L'interior està relativament lliure de marques recognoscibles, amb només alguns petits cràters i el material dels raigs del cràter Jackson marcant-li la superfície.
Raimond es troba prop del centre de la conca Dirichlet-Jackson.

## Cràters satèl·lit
Per convenció, aquests elements s'identifiquen en els mapes lunars posant la lletra al costat del punt mitjà del cràter que és més proper a Raimond.
|         | \| Raimond \| Coordenades \| Diàmetre \| \| ------- \| -------------------------------------- \| -------- \| \| K \| 13° 18′ N, 158° 12′ O / 13.3°N,158.2°O \| 34 km \| \| \| 11° 36′ N, 161° 42′ O / 11.6°N,161.7°O \| 32 km \| |          |
| Raimond | Coordenades | Diàmetre |
| K       | 13° 18′ N, 158° 12′ O / 13.3°N,158.2°O | 34 km    |
|         | 11° 36′ N, 161° 42′ O / 11.6°N,161.7°O | 32 km    |